# 가늘고 푸른 선
《가늘고 푸른 선》(The Thin Blue Line)은 미국에서 제작된 에롤 모리스 감독의 1988년 다큐멘터리, 범죄, 미스터리 영화이다. 랜들 애덤스 등이 주연으로 출연하였고 마크 립슨 등이 제작에 참여하였다.

## 출연

### 주연
- 랜들 애덤스
- 데이빗 해리스

### 조연
- 거스 로즈
- 잭키 존슨
- 애덤 골드파인
- 마리앤 레온
- 에롤 모리스
- 데니스 존슨

## 기타
- 제작보: 데이빗 호만
- 음향: 랜디 돔
- 미술: 테드 바파루코스